# Фатмир Медиу
Фатмир Медиу (на албански: Fatmir Mediu) е албански политик, председател на Албанската републиканска партия от нейното основаване през 1991 година насам.

## Биография
Роден е на 21 януари 1967 г. в Драч.
По професия е минен геолог, специализирал „Добив и преработка на нефт“.
В периода от септември 2005 до март 2008 година е министър на отбраната на Албания. През март 2008 година, след военен инцидент с експлозия на боеприпаси край село Гърдец, където са убити 26 души, Медиу подава оставка и е в процес на разследване. Негов заместник е Газменд Окета.
През 2009 г. Медиу е назначен от правителството за министър на околната среда.